# Gabrielle Caunesil Pozzoli
 (octobre 2021).
Pour les articles homonymes, voir Pozzoli.
Gabrielle Caunesil Pozzoli, née le 20 octobre 1990 à Paris, est une mannequin, influenceuse et fondatrice de la marque de vêtements La Semaine Paris,.

## Biographie
Alors qu’elle a 20 ans et suit des études de psychologie à l'université Paris Descartes en janvier 2010, sa mère ex modèle à Paris et avec son accord, contacte l'assistant de Jean-Paul Gauthier, pensant que Gabrielle a toutes les qualités pour devenir mannequin; celui-ci l'oriente vers les agences Karine et  Elite Paris,; elle leur envoie six photos de sa fille pour obtenir un rendez-vous ; les deux agences se révèlent intéressées[source secondaire nécessaire] ; après concertation Gabrielle opte pour Elite.

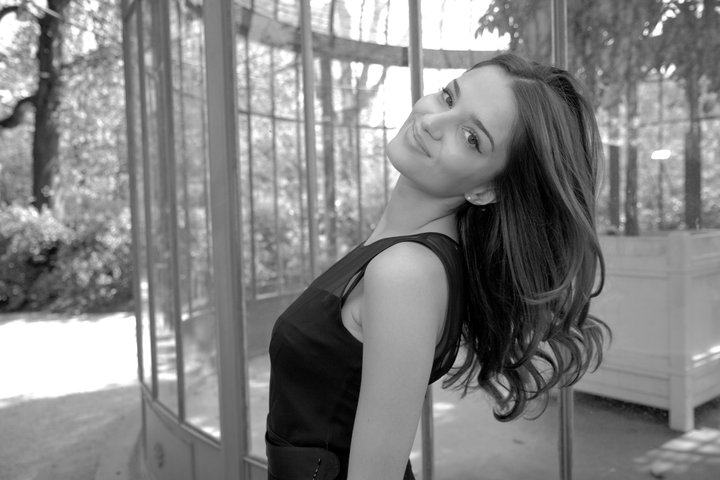
Gabrielle Caunesil (photo de casting initial)

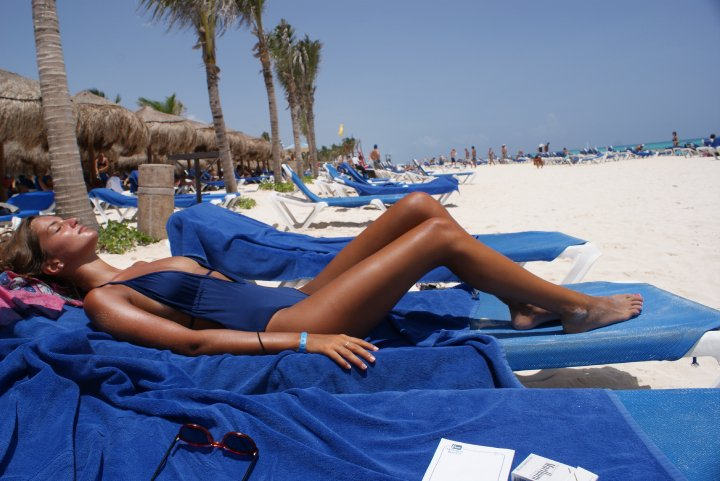
Gabrille Caunesil (photo de casting initial)

Elle débute alors dans le mannequinat et collabore à l’international avec des marques telles que Armani, Dior, Adidas ou encore La Perla,.
Elle est représentée par Elite, Women et The Society Management New York.
En 2019, elle devient égérie de la marque Ralph Lauren pour leur collection automne-hiver,.
Elle crée la marque de vêtements écoresponsable La Semaine Paris en novembre 2019.

## Vie privée
Elle a été élevée par son père, sa mère l’ayant abandonnée à la suite du divorce de ses parents quand elle avait 6 ans,.
Elle est mariée depuis 2018 avec l'entrepreneur italien Riccardo Pozzoli. Après un mariage privé à Malibu, ils se sont mariés une deuxième fois en Toscane en septembre 2019.
Le 9 mai 2021, jour de la fête des mères en Italie, elle annonce sa grossesse. Elle accouche le 5 novembre 2021 d'un petit garçon prénommé Roméo.

## Engagements personnels
Ayant souffert plus jeune d’une dépression, elle est particulièrement engagée sur les questions de santé mentale.
Elle a également pris la parole sur son compte Instagram au sujet de son endométriose et de l’infertilité, sujets pour lesquels elle milite pour un meilleur diagnostic médical.
Elle est également ambassadrice de la campagne Next Generation d’Unicef,.